# Mimosa modesta
Mimosa modesta är en ärtväxtart som beskrevs av Carl Friedrich Philipp von Martius. Mimosa modesta ingår i släktet mimosor, och familjen ärtväxter. IUCN kategoriserar arten globalt som livskraftig.

## Underarter
Arten delas in i följande underarter:
- M. m. modesta
- M. m. ursinoides